# 凤凰新城
凤凰新城，规划时称机场新区，是位于河北省唐山市城区西北部的城市新区。规划范围为站前路以东、卫国路以西、兴源道以北、大庆道以南的区域，占地约23平方千米，计划容纳35万至45万人口。凤凰新城以“生态优先、公交主导、配套完善、产居均衡”的理念进行规划，重点发展金融、保险、文化创意等高端服务业。凤凰新城的功能定位为“服务京津唐、服务环渤海地区发展的，区域性、现代化的商务中心、金融中心、文化中心、总部基地、创新基地”。

## 开发背景
凤凰新城原址为军用老唐山机场。由于该机场的存在，唐山城市建设沿新华道向西、沿建设路向北发展，呈反L型布局。1994年，《唐山市2010年总体规划》发布，确定军用机场搬迁，原址作为城市建设用地。2001年6月，中德第四次建筑与城市规划学术研讨会在唐山举行，与会专家建议唐山选择该机场区域作为城市重点发展空间。2003年10月，唐山市规划局组织“唐山市机场新区城市设计国际咨询竞赛”，共收到18家设计单位的预审材料。2004年，军用唐山机场迁至现唐山三女河机场，唐山市政府以7亿元收购原机场433万平方米土地。2004年3月1日，确定天津华汇建筑设计有限公司+美国WRT建筑事务所、日本株式会社都市环境研究所、广州市城市规划勘测设计研究院+中山大学城市与区域研究中心、法国AAUPC建筑规划事务所和德国SBA共5家设计单位参加竞赛。2004年7月9日至10日，召开了竞赛方案评审会，最终天津华汇建筑设计有限公司+美国WRT建筑事务所方案中标。2006年2月，唐山市面向全国征集新区的名称，最终确定为“凤凰新城”。2007年4月29日，“凤凰新城”名称正式公布。

## 规划特点
凤凰新城规划实行商业轴、行政文化轴和绿地系统轴三轴相容。交通系统以公交优先和行人第一为原则，路网密度达25%，呈“八纵十二横”格局。增加立体停车场、地下贯通式停车场和公共机动车位数量，优先发展公共交通、节能交通、立体交通。
绿地系统轴在原机场跑道的基础上规划1.94平方公里的中央公园，绿化率达45%以上。住宅区引入街區概念，采用邻里围合式布局，居住街廓范围为80至160米，是“小街区、密路网”模式在中国落地的重要实例。

## 建设历程
2004年10月，机场新区进行了第一笔土地出让交易。唐山天元房地产开发公司以每亩183万的价格拍走一块15公顷的住宅用地。
2007年11月13日，凤凰新城管理委员会成立，黄敬东任主任，吴玉宝任副主任。管委会下设综合办公室、规划发展处、工程建设处、招商合作处、对外协调处和市政建设服务中心。
2008年1月3日，唐山市委八届四次全会提出，启动实施曹妃甸新城、凤凰新城、南湖生态城和唐山空港城“四大主体功能区”建设，将凤凰新城定位为商务中心、金融中心、文化中心和政务中心。
2008年3月25日至29日，凤凰新城管委会代表团赴香港参加2008河北（香港）投资贸易洽谈会，向世界推介了凤凰新城。发布了7个项目，均得到回应。
2008年8月，唐山市城乡规划局对凤凰新城规划进行调整，定位为商务中心、金融中心、总部基地和高科技产业基地。
2008年12月26日，凤凰新城开展总部基地建筑设计方案国际竞赛。2009年1月20日，竞赛中期成果汇报会召开，推进冀东物贸大厦、晨辉大厦、地质大厦、人寿保险唐山分公司总部大厦、名仕大厦及新合作大厦等总部基地项目。
2009年3月19日，凤凰新城220千伏变电站开工，标志凤凰新城基础设施建设开始展开。
至2009年底，凤凰新城累计完成投资98.77亿元。
2010年3月，凤凰新城管委会代表团赴香港参加2010河北（香港）投资贸易洽谈会，吸引投资300多亿元。
2010年4月23日，凤凰新城管委会赴北京中央商务区考察对接，协议承接北京中央商务区的产业项目转移。
至2010年底，凤凰新城累计完成投资200多亿元。
2011年3月27日至4月2日，凤凰新城管委会代表团赴香港参加2011河北（香港）投资贸易洽谈会，吸引投资6.6亿美元。
2011年，凤凰新城完成固定资产投资105.16亿元，利用外资1.1亿美元。
2012年2月14日，凤凰新城规划展示厅建成开放，位于万科金域华府售楼部。
2012年，凤凰新城完成固定资产投资141.34亿元。

## 争议
凤凰新城规划采用小街坊的空间模式，实施时出现一些问题，如合围式街坊需要增加东西向建筑，在居民中接受度较低；开发商拍下地后须按规划进行道路建设，使道路的归属与管理难以界定，增加物业管理的难度；道路交叉口间距小给交通管理增加难度；密路网使得北侧街块按照日照间距标准无法沿地块边缘建设住宅，无法形成街坊感。小街坊模式在实施上效果也大打折扣，如道路结构体系仍采用主次支路模式，而非街区模式；商务街区的空间尺度与肌理与实际的招商需求和地块划分存在差距；居住街区道路两侧均采用上住底商的模式，而非规划的中心一外围模式。凤凰新城控规制定后，多次进行更改。
由于2009至2011年期间凤凰新城大面积开放商品房，导致供大于求，入住率低，凤凰新城一度成为“鬼城”。2013年起，唐山房价大幅下跌，至2016年已下滑至十年前的水平，许多建筑工地停工，楼盘烂尾。